# Bengalí
El bengalí (বাংলা, bangla) és una llengua indoeuropea del grup índic oriental parlada per la majoria de la població de l'estat de Bengala Occidental (Índia), a l'estat de Tripura, i a Bangladesh, on és l'idioma oficial. Els habitants de Bangladesh li diuen bangla, mentre que els parlants indis li diuen bengalí. El Bangla o Bengalí és una llengua nadiua de la regió de l'Índia coneguda com a Bengala que comprèn avui dia Bangladesh, i l'estat indi de Bengala Occidental.
Amb uns 220 milions de parlants nadius i uns 250 milions de parlants en total, el bengalí és una de les llengües més parlades del món (en concret, ocupa el sisè lloc) del món. La cançó nacional i l'himne nacional de l'Índia, i l'himne nacional de Bangladesh foren compostos en bengalí.
El bengalí és caracteritzat per una gran simplificació morfològica. Posseeix un sistema d'escriptura, l'alfabet bengalí, de tipus abugida, emparentat amb el devanagari, i provinent de l'antic brahmi, que té els seus orígens cap al 1100 aC (protobengalí). La direcció de l'escriptura és d'esquerra a dreta. Té nombrosos dialectes i dos registres extrems, el sādhu-bhāsā, per a la literatura, i el calit-Bhāsā, propi de la parla popular.
Des de finals del segle XI aC, algunes inscripcions en nagari de l'Índia oriental mostren una evolució que anuncia la moderna escriptura bengalí. Es pot parlar d'una escriptura protobengalí, caracteritzada en particular per la presència de petits triangles a l'esquerra d'algunes lletres. Va evolucionar de les llengües magadhi pràcrit i del sànscrit. Al segle xix i XX la literatura en aquesta llengua va gaudir d'un renaixement que la va situar entre les millors del sud d'Àsia. Hi van sorgir personalitats com ara Rabindranath Tagore, el primer asiàtic nominat a un premi Nobel.

## Distribució geogràfica

Extensió del bengalí dins de Bangladesh.

El bengalí és l'idioma nadiu de la regió oriental d'Àsia meridional coneguda com a Bengala, que comprèn Bangladesh, l'estat indi de Bengala Occidental i parts d'Assam i Tripura. A part d'en aquesta regió també és parlat per la majoria de població al territori unió d'Illes Andaman i Nicobar. Hi ha també comunitats notables de parlants bengalís a:
- L'Orient Mitjà (que comprèn EAU, Aràbia Saudita, Bahrain i Kuwait)
- Europa
- Amèrica del Nord
- Àsia Sud-oriental: Singapur[6]
- Pakistan (Karachi; veure bengalís a Pakistan)[7]

### Estatus oficial
El bengalí és la llengua nacional i oficial de Bangladesh, i una de les 23 llengües oficials reconegudes per la República de l'Índia. És la llengua oficial dels estats de Bengala Occidental i Tripura. També és una llengua important al territori indi d'unió d'Illes Andaman i Nicobar. També és la llengua co-oficial d'Assam, que té tres districtes del sud d'Assam on predominantment es parla el sylheti: Cachar, Karimganj i Hailakandi
El bengalí és una segona llengua oficial de l'estat indi de Jharkhand des del setembre de 2011. També es va fer la llengua oficial secundària de Karnakata des del maig de 2013. També és una llengua cooficial reconeguda a la ciutat de Karachi a Pakistan. El Departament de bengalí a la Universitat de Karachi també ofereix els programes regulars d'estudis en els nivells de Llicenciat i Màster en literatura bengalí. El desembre de 2002, el president de Sierra Leone Ahmad Tejan Kabbah també va anomenar el bengalí com a "llengua oficial" per reconèixer la feina de 5.300 tropes de Bangladesh a la Missió de les Nacions Unides a Sierra Leone (també coneguda com a UNAMSIL) per mantenir la pau.
Els himnes nacionals d'Índia i Bangladesh foren escrits en bengalí pel guardonat bengalí amb el premi Nobel Rabindranath Tagore. El 2009, els representants escollits tant en Bangladesh com en Bengala Occidental van demanar que el bengalí esdevingués una llengua oficial de les Nacions Unides.

### Dialectes
Les variacions regionals en el bengalí oral constitueixen un continu dialectal. El lingüista Suniti Kumar Chatterjee va agrupar aquests dialectes en quadre grans grups: Rarh, Banga, Kamarupa i Varendra, tot i que s'han proposat altres agrupacions alternatives. Els dialectes sud-occidentals (Rarh) formen la base del bengalí col·loquial estàndard; mentre que el Banga és el grup dialectal predominant a Bangladesh. Pel que fa als dialectes que predominen a les regions orientals i sud-orientals de Bangladesh (Barisal, Chittagong, Dhaka i Sylhet), força dels sons africats i oclusius propis del bengalí occidental es pronuncien com fricatives. Els sons alveolars occidentals africats tɕ, tɕʰ i dʑ corresponen als [ts], [s], [dz] i [z] orientals. Les consonants alveolars africades tɕ, tɕʰ i dʑ corresponen als sons orientals [ts], [s], [dz] i [z].
La influència de les llengües tibetobirmanes a la fonologia del bengalí oriental es fa evident amb la manca de vocals nasals. Algunes variants del bengalí, sobretot la llengua parlada a Chittagong i la llengua de Chakma presenten tons contrastius, i les paraules es diferencien a partir de diferències en el to de veu de qui parla. Les llengües Rajbangsi, Kharia Thar i Mal Paharia són properes als dialectes occidentals del bengalí occidental, però habitualment es consideren llengües diferents. De la mateixa manera, la llengua Hajong és considerada una llengua diferent tot i que té punts en comú amb els dialectes bengalís septentrionals.
Durant l'estandardització del bengalí (durant el segle xix i a principis del segle xx, el centre cultural bengalí es trobava a Calcuta, una ciutat fundada pels anglesos. El que s'ha considerat com la forma estàndard del bengalí a Bangladesh i als territoris occidentals està basada en el dialecte occidental i central del districte de Nadia, un districte de l'Índia situat a la frontera de Bangladesh. A vegades, els parlants del bengalí estàndard a la zona occidental de Bangladesh utilitzen termes diferents dels que empraria un parlant de bengalí estàndard de Bangladesh, encara que tots tinguin la mateixa arrel. Per exemple, a l'oest la sal s'anomena noon; mentre que a l'est es denomina amb el terme lôbon.

## Història

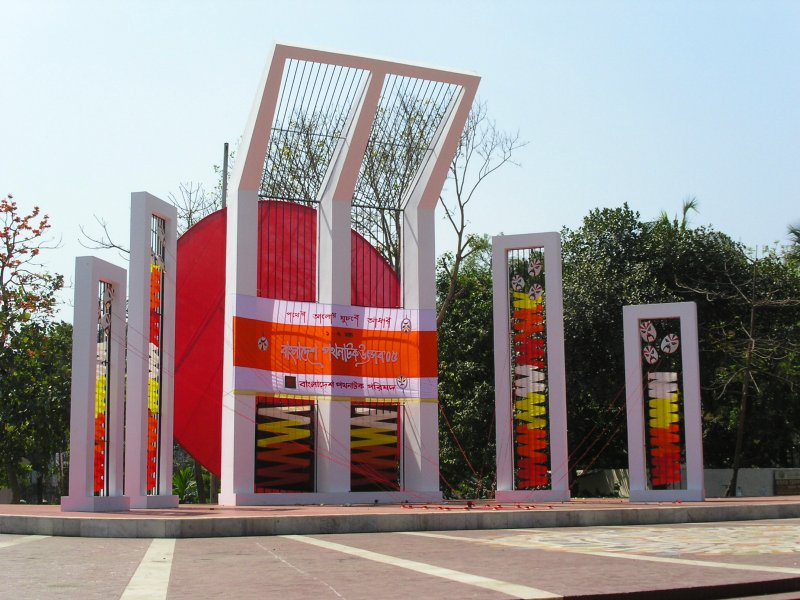
Shaheed Minar (Dhaka), també anomenat Monument dels Màrtirs, situat a Dhaka, commemora la lluita per la llengua bengalí.

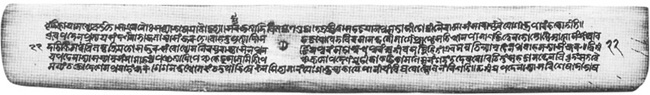
Pàgines del Charyapada.

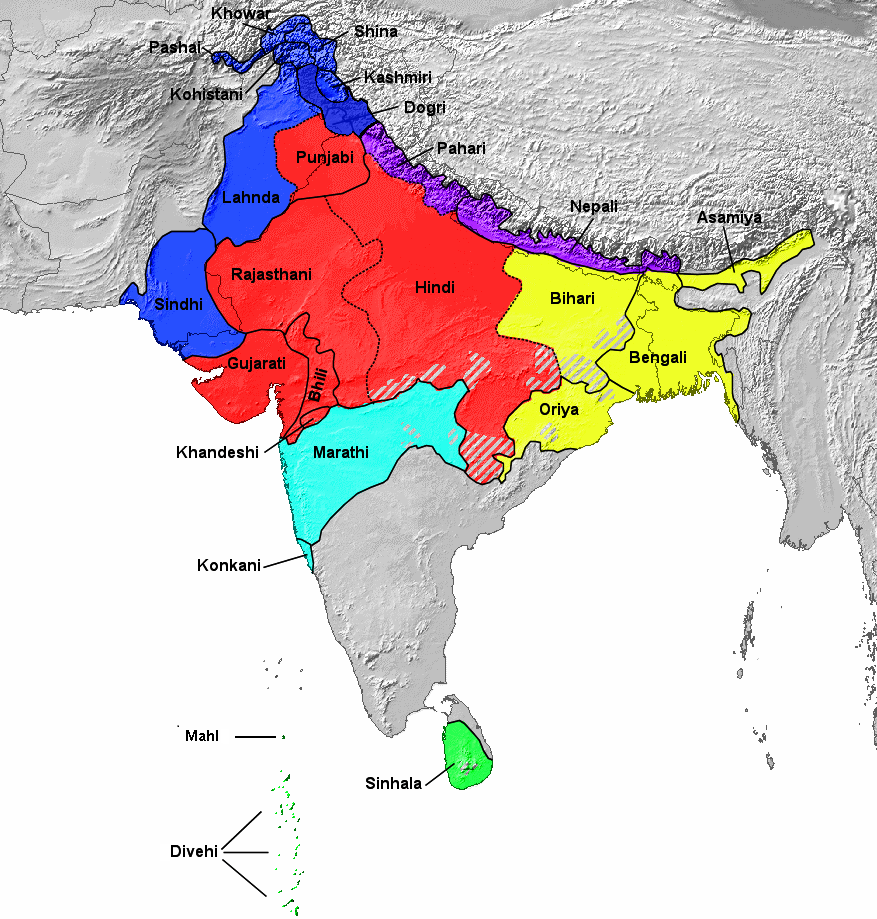
El bengalí es troba a la zona oriental de les llengües indoàries (en groc)

Així com altres llengües indoàries orientals, el bengalí va sorgir de les llengües indoàries mitjanes del subcontinent indi. El magadhi pràcrit i pali, les primeres llengües parlades de les quals se'n té constància a la regió i el llenguatge de Siddharta Gautama, va evolucionar a l'ardhamagadhi durant l'inici del primer mil·lenni de l'era comuna. Just abans de l'entrada al primer mil·lenni l'ardhamagadhi, igual que amb tots els pràcrits del nord de l'Índia, va començar a donar pas al que s'anomenen els idiomes apabhramsha (que vol dir literalment en sànscrit «corrupte» o «llengua no-gramatical»). La llengua local apabhramsha de la part oriental del subcontinent, coneguda com a abahatta, va derivar finalment en dialectes regionals, que al seu torn van formar tres grups: bihari, oriya i bengalí-assamès. Alguns investigadors sostenen que els punts de divergència es va produir molt abans, fins i tot al 500, però el llenguatge no era estàtic: van coesistir diferents varietats i els autors sovint van escriure en diversos dialectes. Per exemple, hom creu que el magadhi pràcrit van evolucionar en l'abahatta vora el segle vi, de manera que va competir amb l'avantpassat del bengalí durant cert temps.
En general, s'identifiquen tres períodes de la història del bengalí:
1. Bengalí antic (900/1000 – 1400): texts com Charyapada i cants devocionals; aparició dels pronoms Ami, tumi, etc. i la flexió verbal -ila, -iba, etc. Durant aquest període, l'assamès s'expandeix, mentre que l'oriya ho va fer just abans d'aquest període (segle VIII – 1300). La llengua i escriptura durant aquest període van rebre influències, principalment, del kamrupi, a causa que tota la regió es trobava sota el domini del Regne de Kamrup.
2. Bengalí mitjà (1400 – 1800): la principal obra d'aquest període és Shreekrishna Kirtana, de Chandidas; es produeix l'elisió del so ô a final de mot; difusió dels verbs compostos; influència del persa. Alguns estudiosos divideixen aquest període entre benjalí mitjà primerenc i tardà.
3. Bengalí nou (des de 1800): escurçament dels verbs i pronoms, entre altres canvis (per exemple, canvi de tahar a tar «seu»/«seva»; koriyachilô a korechilo ell/a ha fet).

Històricament semblant al pali, el bengalí va rebre una gran influència del sànscrit durant el període del bengalí mitjà (l'era Chaitanya Mahaprabhu) i també durant l'anomenat renaixement bengalí. De les llengües indoeuropees modernes d'Àsia del Sud, el bengalí i els seus veïns, l'oriya i l'assamès, van prendre a la zona oriental una gran base de vocabulari provinent del pali i el sànscrit, mentre que al centre-oest va rebre influències del marathi.
Fins al segle xviii, no es va documentar la gramàtica bengalí. El primer diccionari/llibre de gramàtica bengalí, Vocabolario em idioma Bengalla, e Portuguez dividido em duas partes, va ser escrit pel missioner portuguès Manuel da Assumpção entre 1734 and 1742, mentre estava servint a Bhawal. Nathaniel Brassey Halhed, un gramàtic britànic, va escriure el 1778 una gramàtica del bengalí modern (A Grammar of the Bengal Language) que empreva per primer cop lletres bengalís en una obra impresa. Ram Mohan Roy, el gran reformador del bengalí, també va escriure una Grammar of the Bengali Language (1832).
Durant aquest període, va emergir la varietat choltibhasha, que utilitzava inflexions simplificades i altres canvis, en detriment del shadhubhasha (forma antiga) pel bengalí escrit.
Entre 1951 i 1952 el bengalí va ser l'objectiu central del Moviment per la Llengua Bengalí (Bhasha Andolon) a l'anomenat Bengala Oriental (avui Bangladesh). Tot i que el bengalí era parlat per la majoria de la població de Bengala Oriental, l'urdú era legalment l'única llengua nacional del Domini del Pakistan. El 21 de febrer de 1952 estudiants i activistes van ser tirotejats pels militars i la policia a la Universitat de Dhaka i tres joves estudiants i altres persones van ser assassinades. Més tard, el 1999, la UNESCO va declarar el 21 de febrer com a Dia Internacional de la Llengua Materna, en reconeixement de les morts.

## Principals característiques

Extensió geogràfica del bengalí

El bengalí és caracteritzat per una gran simplificació morfològica. La declinació és reduïda als casos absolut i oblic, i no posseeix formes especials per a notar el gènere. El plural és també sovint notat amb l'addició d'un terme, en aquest cas, quantitatiu. L'adjectiu és invariable respecte a gènere, nombre i cas. El verb no distingeix les formes del singular i del plural. El vocabulari posseeix nombrosos termes araboperses.
Hi ha notables diferències entre la llengua col·loquial i la llengua literària. La primera és basada fonamentalment en el parlar de Calcuta i de la vall del riu Hugli, posseeix freqüents contraccions sil·làbiques i nombrosos col·loquialismes, i es diferencia morfològicament per l'alternança vocàlica de l'arrel del verb en la conjugació. La segona posseeix un vocabulari molt influït pel sànscrit i unes formes gramaticals arcaiques, i pràcticament és intel·ligible únicament per les persones instruïdes. El bengalí fa servir una escriptura pròpia, l'alfabet bengalí, derivat de l'alfabet brahmi, com el devanagari.
L'ordre canònic de la frase en bengalí és subjecte-verb-objecte. Compta amb paraules variables i invariables, les primeres marquen la concordança segons siguin entitats animades o inanimades.

## Fonètica
L'inventari fonèmic del bengalí consisteix en 29 consonants i 14 vocals, incloent-hi set de nasals. Un esquema fonètic aproximat és el mostrat a sota amb l'Alfabet Fonètic Internacional.
|              | Frontals | Centrals | Posteriors |
| ------------ | -------- | -------- | ---------- |
| Tancades     | i        |          | u          |
| Mig tancades | e        |          | o          |
| Mig obertes  | æ        |          | ɔ          |
| Obertes      |          | a        |            |

|           |           | Labial | Dental | Alveolar | Retroflexa Postalveolar | Postalveolar | Velar | Glotal |
| --------- | --------- | ------ | ------ | -------- | ----------------------- | ------------ | ----- | ------ |
| Nasal     | Nasal     | m      |        | n        |                         |              | ŋ     |        |
| Oclusiva  | sordes    | p pʰ¹  | t̪ t̪ʰ   |          | ʈ ʈʰ                    | tʂ tʂʰ       | k kʰ  |        |
| Oclusiva  | sonores   | b bʱ   | d̪ d̪ʱ   |          | ɖ ɖʱ                    | dʐ dʐʱ       | ɡ ɡʱ  |        |
| Fricativa | Fricativa | f      |        | s z      |                         | ʃ            |       | ɦ      |
| Líquides  | Líquides  |        |        | l, r     | ɽ                       |              |       |        |

La majoria de paraules porten l'accent fònic a la primera síl·laba.

## Evolució del vocabulari

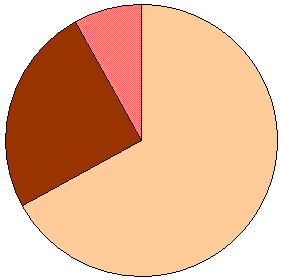
Fonts de les paraules del bengalí modern
Tôdbhôbo (natiu)
Tôtshômo (préstec del sànscrit)
Deshi (préstec indígena) i Bideshi (préstec estranger)

El bengalí té unes 100.000 paraules per separat, de les quals 50.000 paraules es consideren tôtshômo (préstec directe del sànscrit), 21.100 són tôdbhôbo (natives, tot i que relacionades amb el sànscrit), i la resta és bideshi (préstecs de llengües estrangeres) i deshi (préstecs d'altres llengües indígenes).
Tanmateix, aquestes xifres no tenen en compte el fet que una gran proporció d'aquestes paraules són arcaiques o molt tècniques, minimitzant el seu ús real. El vocabulari utilitzat en la producció moderna d'obres literàries, de fet, està formada en la seva majoria (67%) per paraules tôdbhôbo, mentre que paraules tôtshômo només representen el 25% del total. Les paraules deshi i bideshi juntes formen només el 8% del vocabulari utilitzat en la moderna literatura bengalí.
A causa de segles de contacte amb els europeus, mughals, àrabs, turcs, perses, afganesos, i pobles de l'est d'Àsia, el bengalí ha incorporat moltes paraules de llengües estrangeres. El més comú dels préstecs de llengües estrangeres provenen de tres tipus de contacte:
- Un estret contacte amb els pobles veïns va facilitar el préstec de paraules de l'hindi, assamès austroasiàtic i diversos idiomes indígenes, com el santali de Bengala.[42]
- Després de segles d'invasions de Pèrsia i l'Orient Mitjà, es van incorporar nombroses paraules del persa, àrab, turc, i pashtun.
- Paraules del portuguès, francès, holandès i anglès van ser afegides més tard, durant el període colonial.